# Тит Юлий Максим Манлиан Брокх Сервилиан Авъл Квадроний Луций Сервилий Вация Касий
Тит Юлий Максим Манлиан Брокх Сервилиан Авъл Квадроний Луций Сервилий Вация Касий (на латински: Titus Iulius Maximus Manlianus Brocchus Servilianus Aulus Quadronius Lucius Servilius Vatia Cassius) е политик и сенатор на Римската империя през началото на 2 век.
През 112 г. той е суфектконсул заедно с Публий Стертиний Кварт.